# Arfeuille-Châtain
Arfeuille-Châtain là một xã thuộc tỉnh Creuse trong vùng Nouvelle-Aquitaine miền trung nước Pháp. Xã này nằm ở khu vực có độ cao trung bình 510 mét trên mực nước biển.

## Địa lý
Thị trấn có cự ly khoảng 14 dặm (23 km) về phía đông bắc của Aubusson tại giao lộ các tuyến đường D4 và tuyến đường D27.

## Dân số
| 1962                                                        | 1968 | 1975 | 1982 | 1990 | 1999 | 2005 |
| ----------------------------------------------------------- | ---- | ---- | ---- | ---- | ---- | ---- |
| 258                                                         | 319  | 246  | 190  | 167  | 168  | 172  |
| Số liệu điều tra dân số từ năm 1962 Dân số chỉ tính một lần |      |      |      |      |      |      |